# Província de Limón
La província de Limón és una subdivisió de Costa Rica. Limita al nord-est con el Mar Carib, a l'oest amb la Província d'Heredia, Província de Cartago i San José, al sud-oest amb la Província de Puntarenas i al sud-est amb Panamà.

## Divisió administrativa
La província de Limón està dividida en 6 cantons i 27 districtes. Els cantons i les seves capitals són:
- Limón, Limón
- Pococí, Guápiles
- Siquirres, Siquirres
- Talamanca, Bratsi
- Matina, Matina
- Guácimo, Guácimo